# Плугьель
Плугье́ль (фр. Plouguiel, брет. Priel) — коммуна во Франции, находится в регионе Бретань. Департамент — Кот-д’Армор. Входит в состав кантона Трегье. Округ коммуны — Ланьон.
Код INSEE коммуны — 22221.

## География
Коммуна расположена приблизительно в 410 км к западу от Парижа, в 140 км северо-западнее Ренна, в 50 км к северо-западу от Сен-Бриё.
Коммуна расположена на западном берегу эстуария реки Жоди.

## Население
Население коммуны на 2016 год составляло 1 774 человека.
| 1962 | 1968 | 1975 | 1982 | 1990 | 1999 | 2010 | 2016 |
| ---- | ---- | ---- | ---- | ---- | ---- | ---- | ---- |
| 1928 | 2017 | 2058 | 2022 | 2056 | 1858 | 1840 | 1774 |

## Администрация
| Период | Период | Фамилия        | Партия                              | Примечания                            |
| ------ | ------ | -------------- | ----------------------------------- | ------------------------------------- |
| 1983   | 1989   | Франсуа Жегу   | Французская коммунистическая партия |                                       |
| 1989   | 2008   | Мишель Батай   | Союз за французскую демократию      | член генерального совета департамента |
| 2008   | 2014   | Роланд Клоше   |                                     |                                       |
| 2014   |        | Жан-Ив Неделек | Разные правые                       | пенсионер                             |

## Экономика
В 2007 году среди 1170 человек в трудоспособном возрасте (15—64 лет) 791 были экономически активными, 379 — неактивными (показатель активности — 67,6 %, в 1999 году было 62,9 %). Из 791 активных работали 694 человека (379 мужчин и 315 женщин), безработных было 97 (57 мужчин и 40 женщин). Среди 379 неактивных 79 человек были учениками или студентами, 171 — пенсионерами, 129 были неактивными по другим причинам.

## Достопримечательности
- Замок Керальо (XVI век). Исторический памятник с 1930 года[3]
- Сад в усадьбе Кестеллик (XIX век). Исторический памятник с 1992 года[4]

## Города-побратимы
- Кастельно-Маньоак (Франция, с 1999)

## Фотогалерея

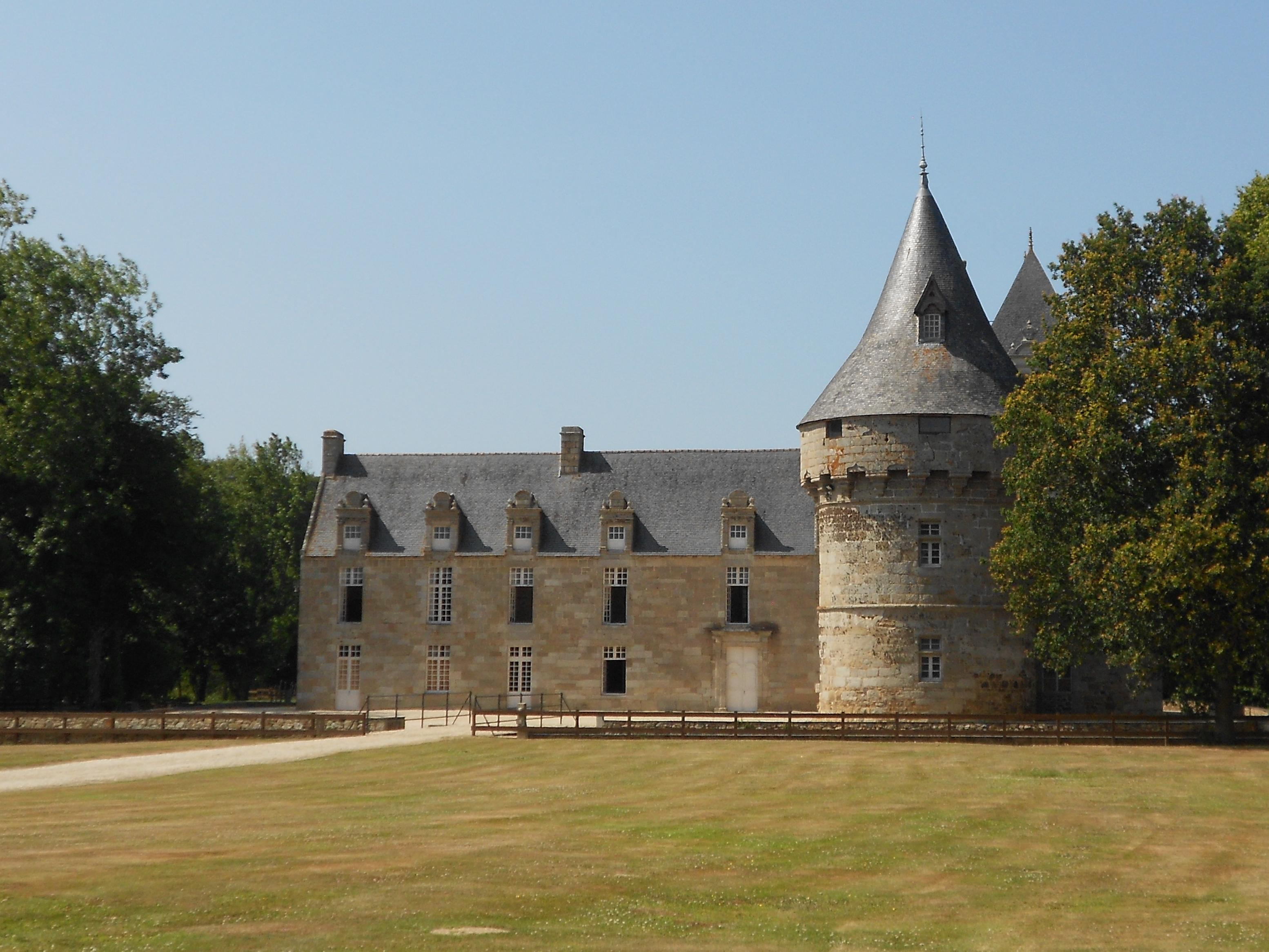
Замок Керальо
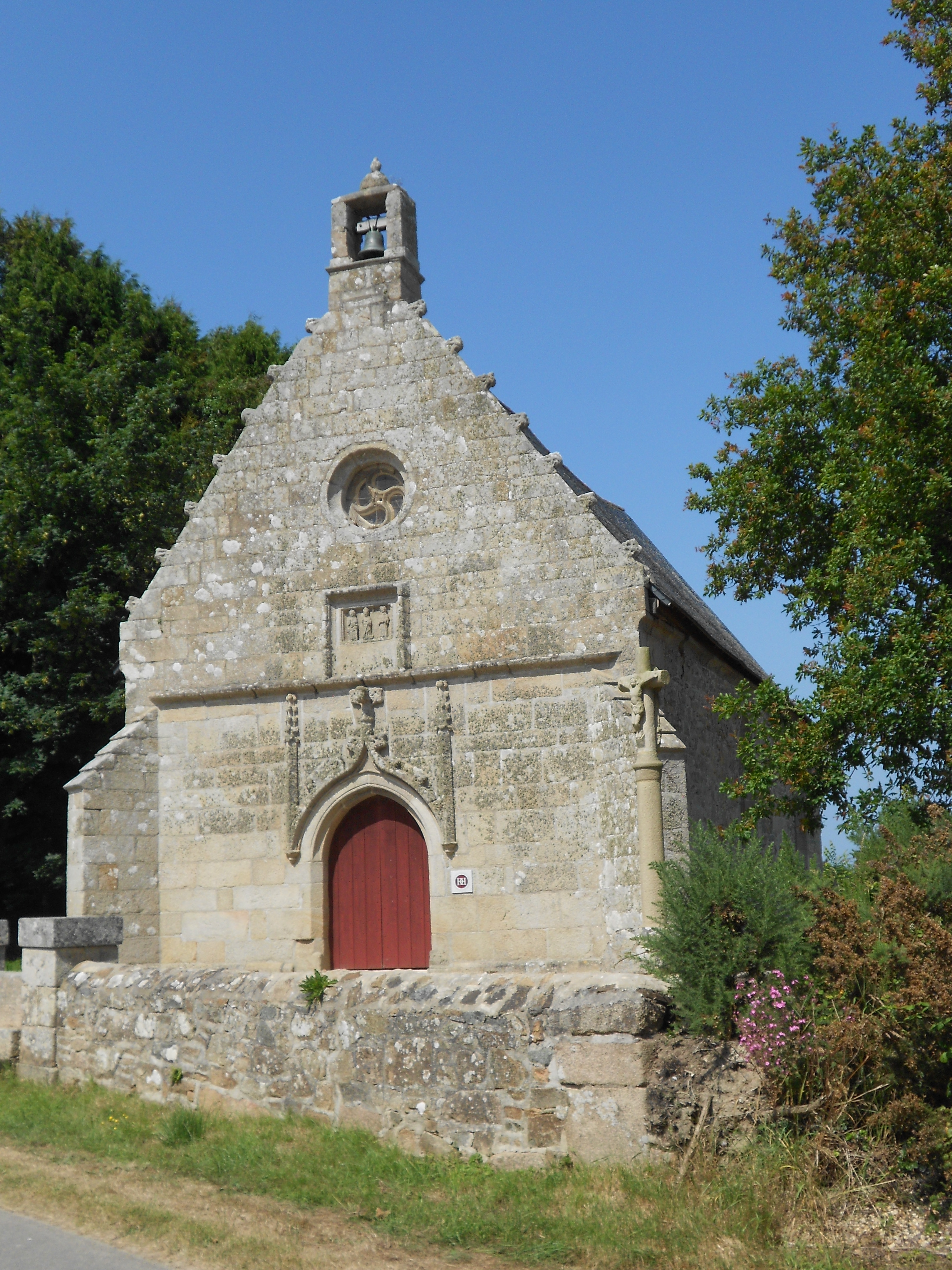
Часовня замка Керальо
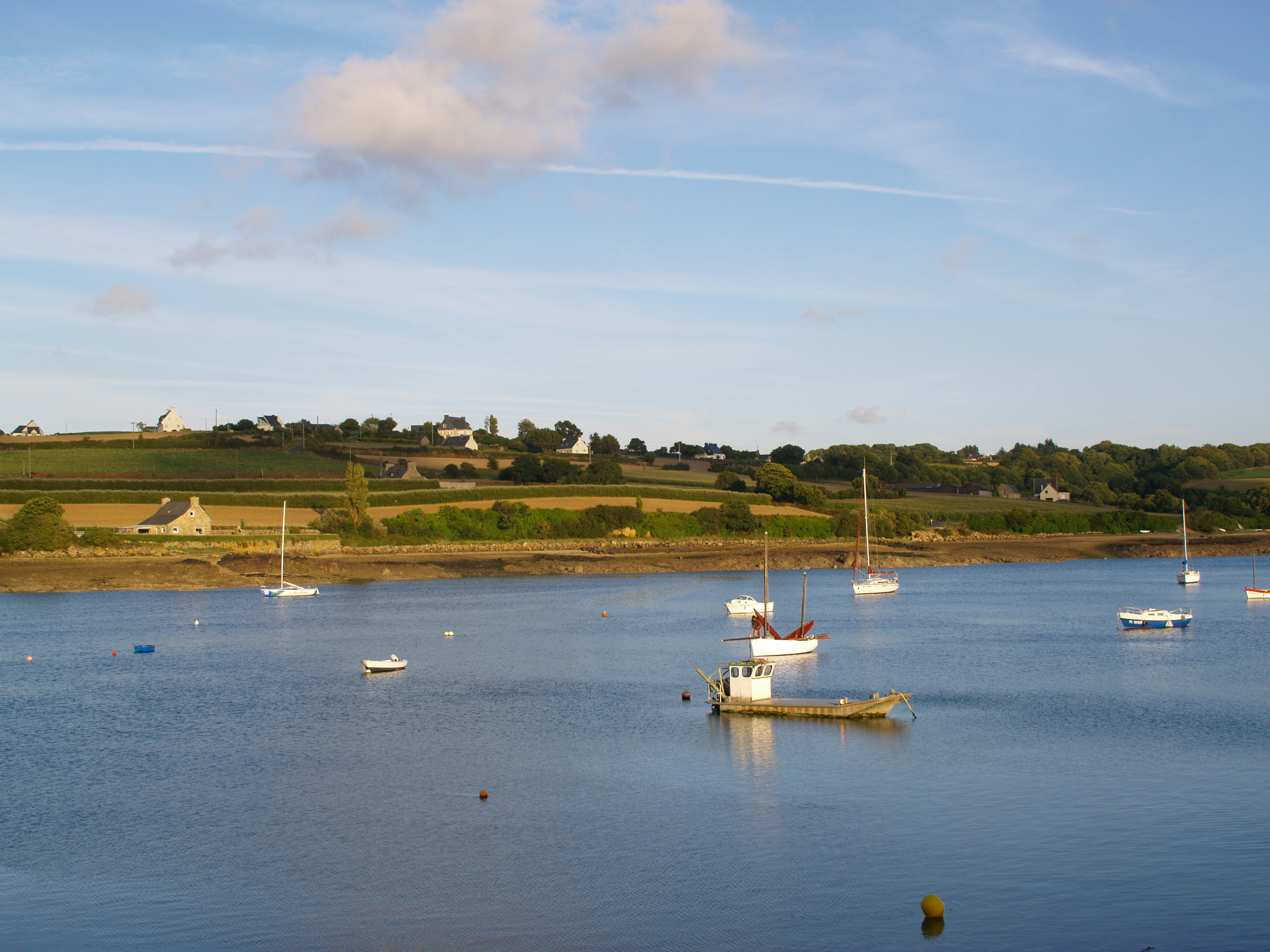
Порт Рош-Жон
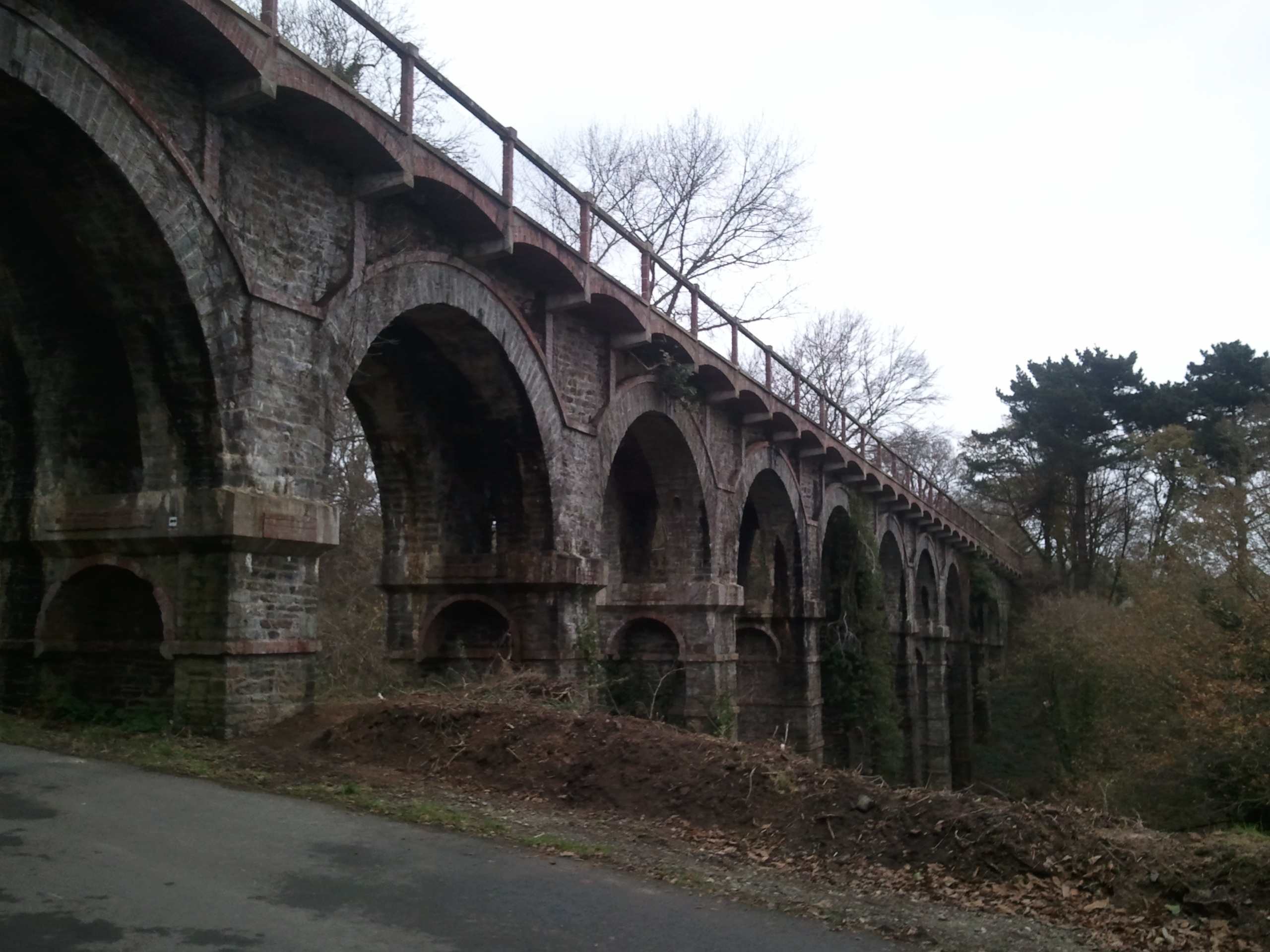
Виадук
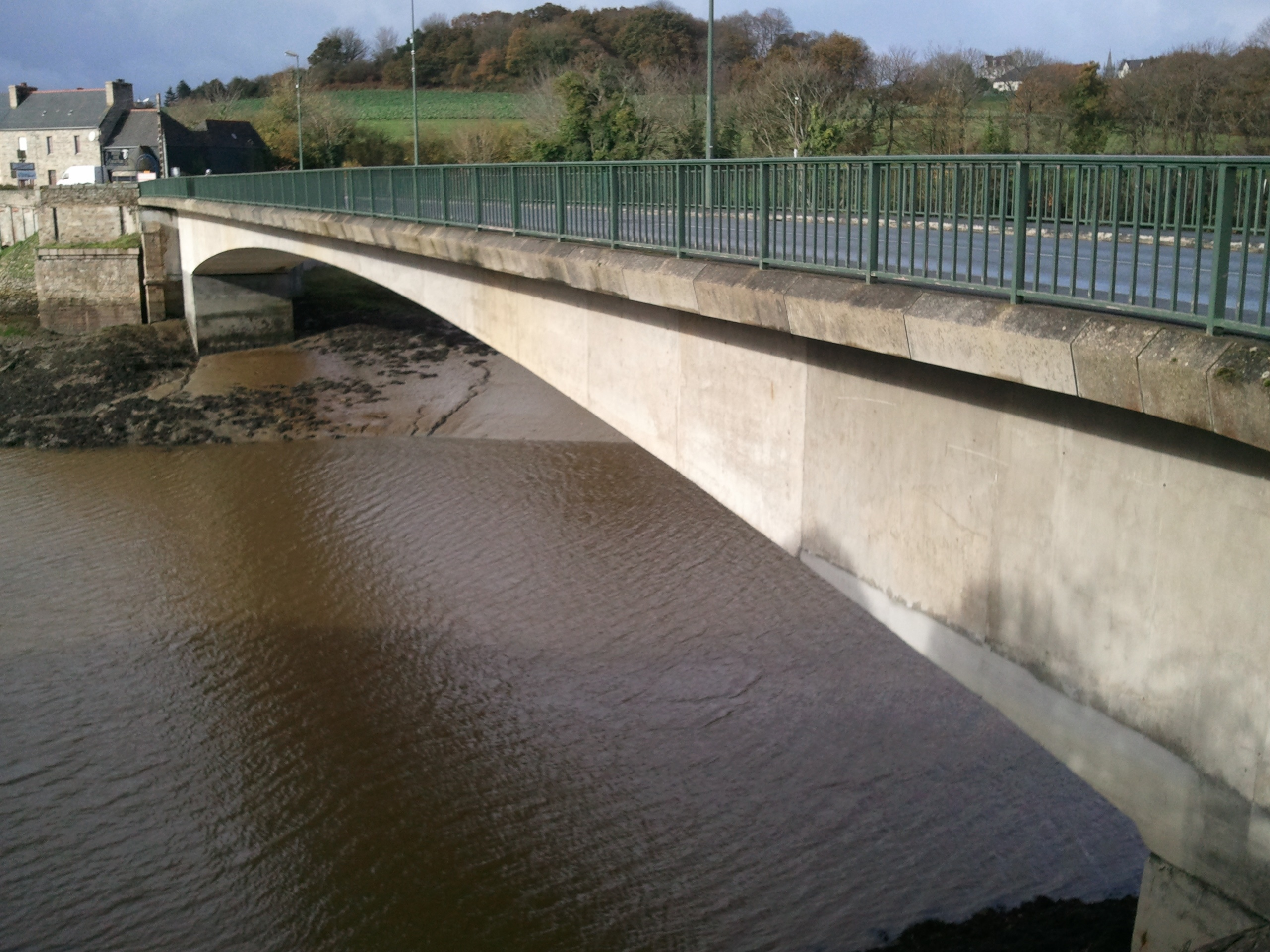
Мост через реку Генди[фр.]
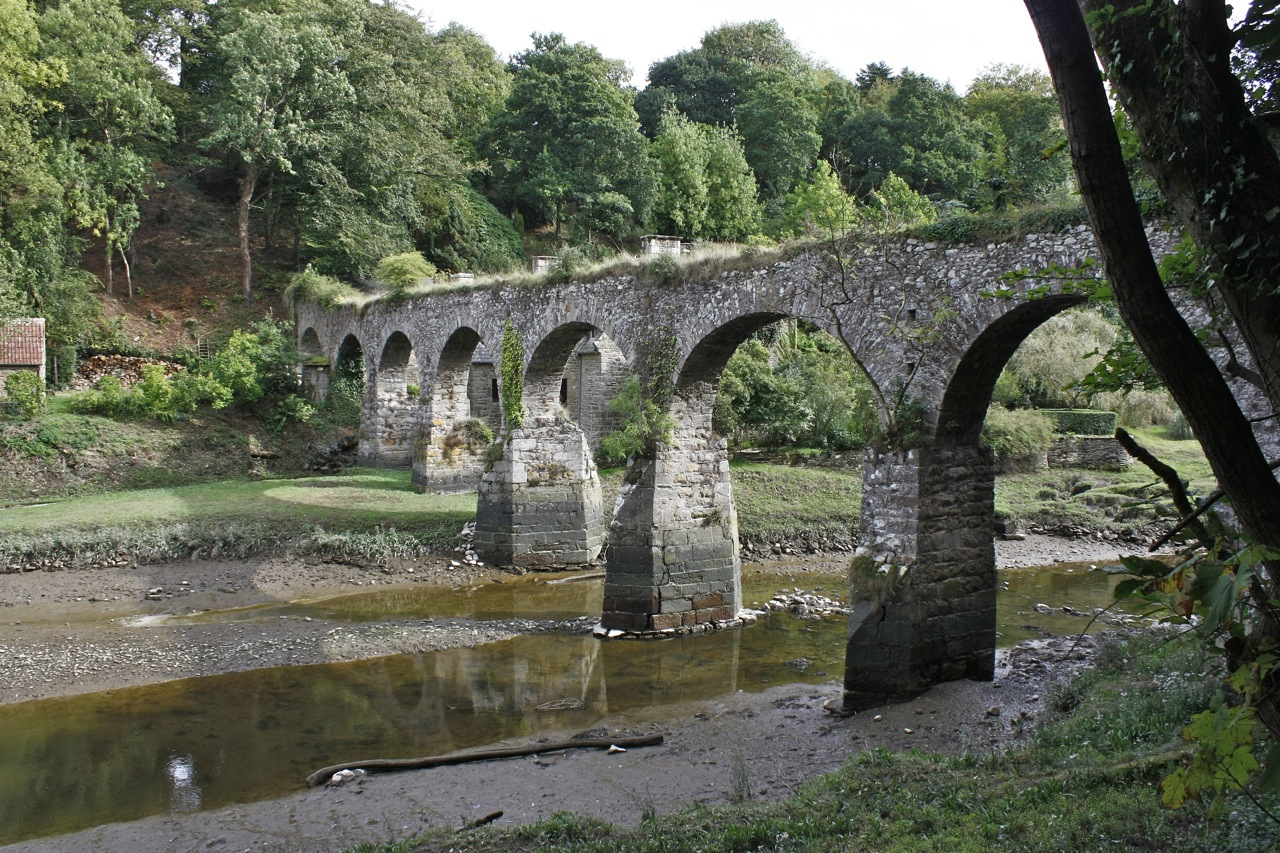
Акведук через реку Генди